# Alexăndreni, Sîngerei
Alexăndreni este satul de reședință al comunei cu același nume  din raionul Sîngerei, Republica Moldova.

## Etimologie
Denumirea așezării reprezintă o formație onimică cu sufixul „-eni” de la antroponimul „Alexandru”, numele unui proprietar de moșie, fondatorul satului.

## Istoric
Satul Alexăndreni a fost întemeiat în anul 1837.
Lângă sat arheologii, au descoperit urmele unei stațiuni umane cu o vechime de 40-12 mii de ani î.Hr., și urmele unui sat din mileniul III î.Hr., vetrele părăsite a două sate din sec. II-IV era noastră și vatra unui sat din sec. XV-XVII.
Hramul satului se sărbătorește la 8 noiembrie, de Sf. Dumitru.

## Geografie
Satul are o suprafață de circa 0.88 kilometri pătrați, cu un perimetru de 5.29 km. Distanța directă până în or. Sângerei este de 18 km. Distanța directă până în or. Chișinău este de 117 km.

### Resurse naturale
Suprafața terenului agricol în sectorul public este de 815 ha, dintre care pământ arabil – 204 ha. Sectorul privat – 78 ha.

## Demografie

### Structura etnică
Conform datelor recensământului populației din 2004, populația satului constituia 1476 de oameni, dintre care 49.12% - bărbați și 50.88% - femei.:
| Grup etnic                           | Populație | % Procentaj |
| ------------------------------------ | --------- | ----------- |
| Băștinași declarați Moldoveni/Români | 1 051     | 71.21%      |
| Ucraineni                            | 263       | 17.82%      |
| Ruși                                 | 120       | 8.13%       |
| Polonezi                             | 11        | 0.75%       |
| Țigani                               | 21        | 1.42%       |
| Alții                                | 10        | 0.68%       |
| Total                                | 1 476     |             |

## Social
Satul Alexăndreni dispune de 4 magazine, cantină, centru medical, o instituție preșcolară, școală de cultură generală, bibliotecă, oficiu poștal. În localitate sunt 85 de fântâni, 11 km drumuri, 461 instalații de alimentare cu gaz lichefiat.

## Personalități

### Născuți în Alexăndreni
- Efim Bălțanu (n. 1930), cântăreț (bariton) sovietic moldovean